# Cleistocactus laniceps
Cleistocactus laniceps är en kaktusväxtart som först beskrevs av Karl Moritz Schumann, och fick sitt nu gällande namn av Rol.-goss.. Cleistocactus laniceps ingår i släktet Cleistocactus, och familjen kaktusväxter. Inga underarter finns listade i Catalogue of Life.

## Bildgalleri

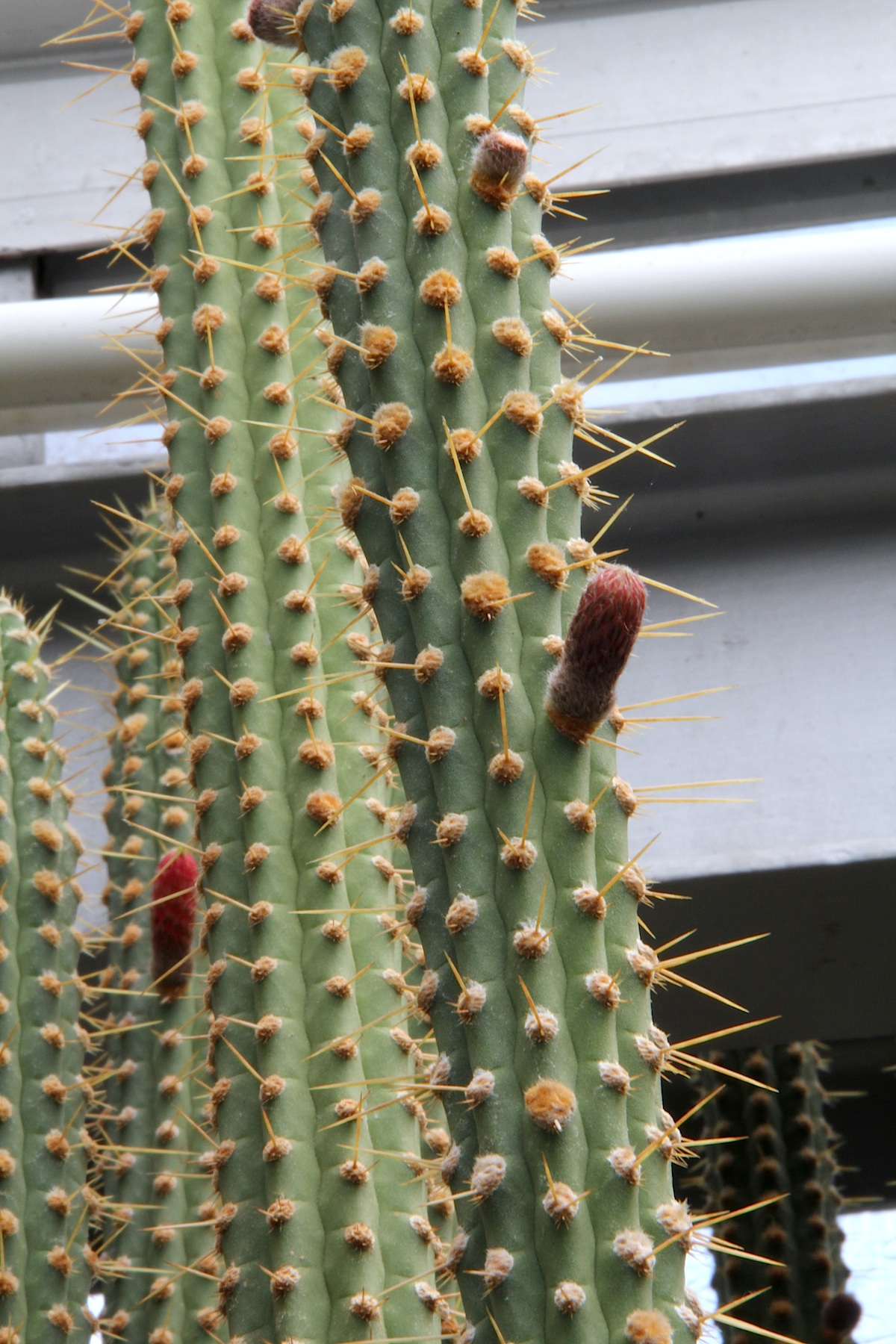
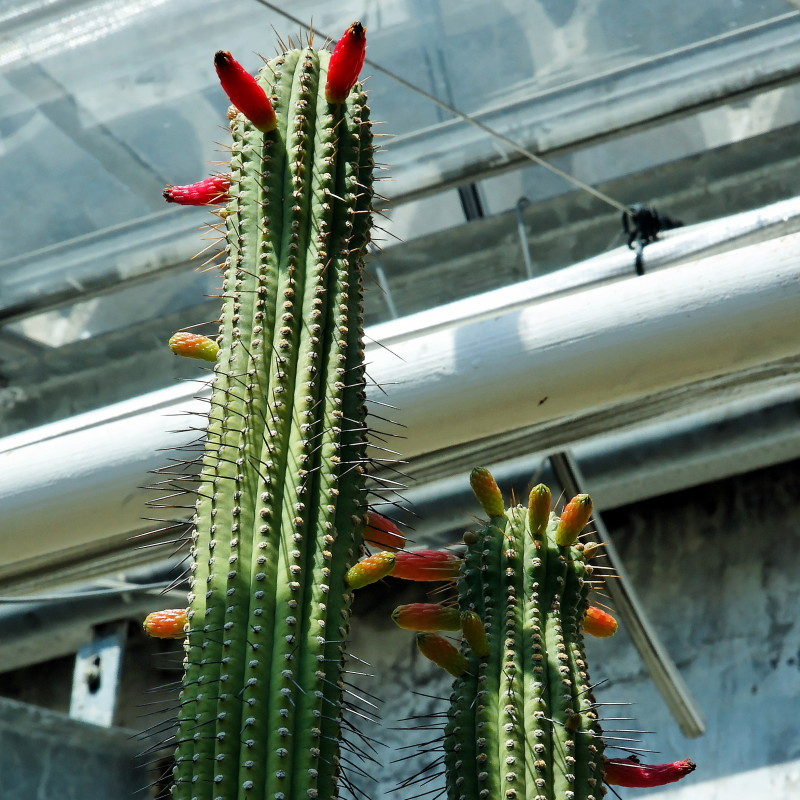
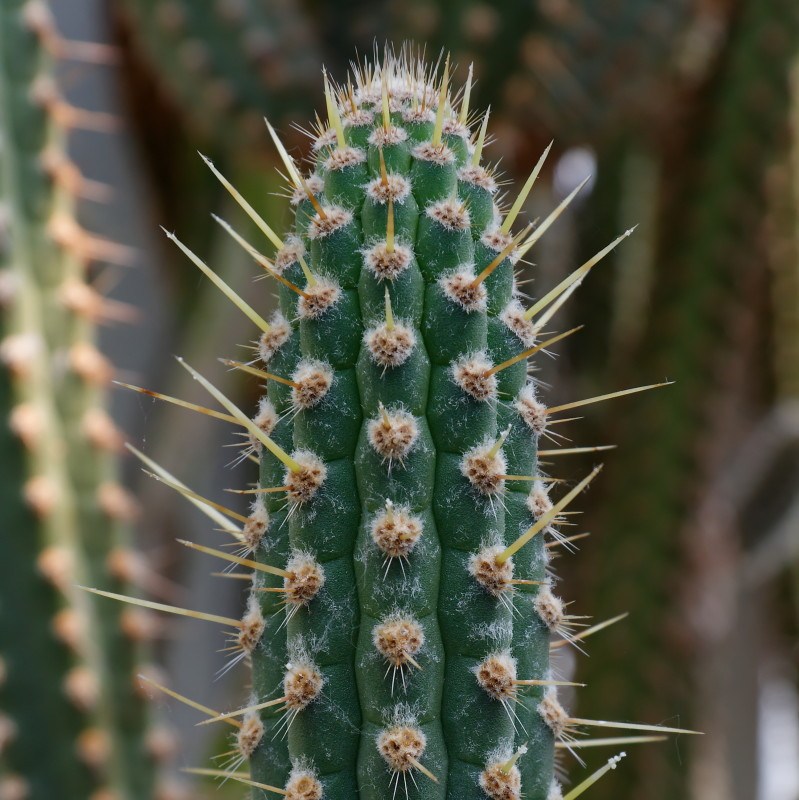
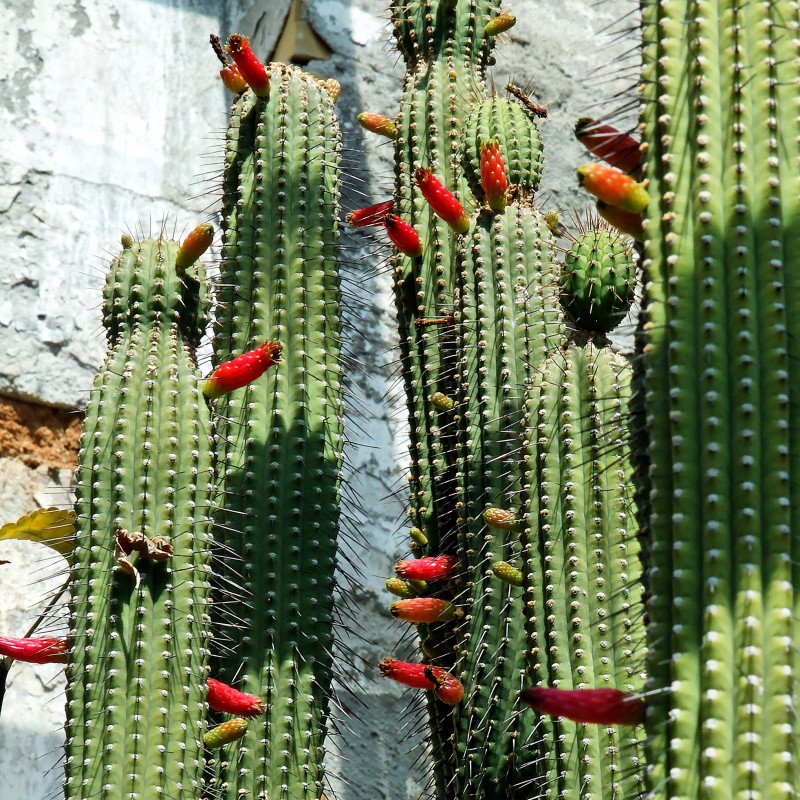